# Aartsbisdom Ozamiz
Het aartsbisdom Ozamiz (Latijn: Archidioecesis Ozamisana) is een rooms-katholiek aartsbisdom met als zetel Ozamiz, op de Filipijnen. De aartsbisschop van Ozamiz is metropoliet van de kerkprovincie Ozamiz, waartoe ook de suffragane bisdommen Dipolog, Iligan en Pagadian en de territoriale prelatuur Marawi behoren.

## Geschiedenis
Het aartsbisdom werd opgericht op 27 januari 1951, als de territoriale prelatuur Ozamis, uit delen van het bisdom Cagayan de Oro, en was suffragaan aan het aartsbisdom Cebu. Op 29 juni 1951 veranderde het van kerkprovincie en werd suffragaan aan het nieuw verheven aartsbisdom Cagayan de Oro. Op 17 januari 1971 werd het verheven tot bisdom en tegelijk verloor het gebied bij de oprichting van de territoriale prelatuur Iligan. Op 24 januari 1983 werd het verheven tot metropolitaan aartsbisdom en veranderde van naam naar aartsbisdom Ozamiz.

## Parochies
Het aartsbisdom had in 2021 een oppervlakte van 2.055 km2 en telde 663.240 inwoners waarvan 71,7% rooms-katholiek was.

## Ordinarii

### Prelaten
- Patrick Henry Cronin (24 mei 1955 - 13 oktober 1970)

### Bisschoppen
- Jesus Yu Varela (17 februari 1971 - 27 november 1980)

### Aartsbisschoppen
- Jesus Armamento Dosado (bisschop: 29 juli 1981, aartsbisschop: 24 januari 1983 - 4 oktober 2016)
- Martin Sarmiento Jumoad (4 oktober 2016 - heden)

## Galerij van afbeeldingen

Wapen van het aartsbisdom
Voormalig wapen van het aartsbisdom

Ozamiz (aartsbisdom) · Dipolog · Iligan · Marawi (prelatuur) · Pagadian